# Al Lisān
Al Lisān är en halvö i Jordanien.   Den ligger i guvernementet Karak, i den centrala delen av landet, 90 km sydväst om huvudstaden Amman.